# Drid Williams
Drid Williams, född den 12 oktober 1928 i Baker City i Oregon, död den 26 oktober 2018, var en antropolog från Förenta staterna som forskade huvudsakligen om dans, kroppslig rörelse (labanotation) och semasiologi. Hon blev filosofie doktor vid Oxfords universitet och hade akademiska tjänster vid University of Eldoret, Kenya. New York University, University of Sydney, University of Ghana och United International College i Zhuhai.